# 柔毛景天
柔毛景天（学名：Sedum giajai）是景天科景天属的植物，是中国的特有植物。分布于中国大陆的四川等地，生长于海拔2,640米的地区，常生长在石上，目前尚未由人工引种栽培。